# Ginástica nos Jogos Mundiais
A ginástica é disputada nos Jogos Mundiais desde a primeira edição, em Santa Clara 1981. Nesse ano competiu-se apenas na ginástica de trampolim, e doze anos mais tarde, foram incluídas as competições da ginástica acrobática. Em 1997, inseriram-se as competições da ginástica aeróbica e, a partir de 2001, as provas individuais por aparelho da ginástica rítmica, não disputadas nos Jogos Olímpicos. A ginástica artística não é disputada nos Jogos Mundiais porque todas as suas modalidades sempre foram esportes olímpicos.

## Eventos
| Evento                         | Edição dos Jogos da Commonwealth | Edição dos Jogos da Commonwealth | Edição dos Jogos da Commonwealth | Edição dos Jogos da Commonwealth | Edição dos Jogos da Commonwealth | Edição dos Jogos da Commonwealth | Edição dos Jogos da Commonwealth | Edição dos Jogos da Commonwealth | Edição dos Jogos da Commonwealth | Edição dos Jogos da Commonwealth | Edição dos Jogos da Commonwealth | Anos |
| ------------------------------ | -------------------------------- | -------------------------------- | -------------------------------- | -------------------------------- | -------------------------------- | -------------------------------- | -------------------------------- | -------------------------------- | -------------------------------- | -------------------------------- | -------------------------------- | ---- |
| Evento                         | Estados Unidos                   | Reino Unido                      | Alemanha                         | Países Baixos                    | Finlândia                        | Japão                            | Alemanha                         | Taipé Chinesa                    | Colômbia                         | Polónia                          | Estados Unidos                   | Anos |
| Evento                         | 81                               | 85                               | 89                               | 93                               | 97                               | 01                               | 05                               | 09                               | 13                               | 17                               | 22                               | Anos |
| Ginástica rítmica              |                                  |                                  |                                  |                                  |                                  |                                  |                                  |                                  |                                  |                                  |                                  |      |
| Corda                          |                                  |                                  |                                  |                                  |                                  | •                                | •                                | •                                |                                  |                                  |                                  | 3    |
| Arco                           |                                  |                                  |                                  |                                  |                                  | •                                |                                  | •                                | •                                | •                                | •                                | 5    |
| Bola                           |                                  |                                  |                                  |                                  |                                  | •                                | •                                | •                                | •                                | •                                | •                                | 6    |
| Maças                          |                                  |                                  |                                  |                                  |                                  | •                                | •                                |                                  | •                                | •                                | •                                | 5    |
| Fita                           |                                  |                                  |                                  |                                  |                                  |                                  | •                                | •                                | •                                | •                                | •                                | 5    |
| Ginástica acrobática           |                                  |                                  |                                  |                                  |                                  |                                  |                                  |                                  |                                  |                                  |                                  |      |
| Duplas masculinas              |                                  |                                  |                                  | •                                | •                                | •                                | •                                | •                                | •                                | •                                | •                                | 8    |
| Duplas masculinas - estático   |                                  |                                  |                                  | •                                | •                                |                                  |                                  |                                  |                                  |                                  |                                  | 2    |
| Duplas masculinas - dinâmico   |                                  |                                  |                                  | •                                | •                                |                                  |                                  |                                  |                                  |                                  |                                  | 2    |
| Equipes masculinas             |                                  |                                  |                                  | •                                | •                                | •                                | •                                | •                                | •                                | •                                | •                                | 8    |
| Equipes masculinas - estático  |                                  |                                  |                                  | •                                | •                                |                                  |                                  |                                  |                                  |                                  |                                  | 2    |
| Equipes masculinas - dinâmico  |                                  |                                  |                                  | •                                | •                                |                                  |                                  |                                  |                                  |                                  |                                  | 2    |
| Duplas femininas               |                                  |                                  |                                  | •                                | •                                | •                                | •                                | •                                | •                                | •                                | •                                | 8    |
| Duplas femininas - estático    |                                  |                                  |                                  | •                                | •                                |                                  |                                  |                                  |                                  |                                  |                                  | 2    |
| Duplas femininas - dinâmico    |                                  |                                  |                                  | •                                | •                                |                                  |                                  |                                  |                                  |                                  |                                  | 2    |
| Equipes femininas              |                                  |                                  |                                  | •                                | •                                | •                                | •                                | •                                | •                                | •                                | •                                | 8    |
| Equipes femininas - estático   |                                  |                                  |                                  | •                                | •                                |                                  |                                  |                                  |                                  |                                  |                                  | 2    |
| Equipes femininas - dinâmico   |                                  |                                  |                                  | •                                | •                                |                                  |                                  |                                  |                                  |                                  |                                  | 2    |
| Duplas mistas                  |                                  |                                  |                                  | •                                | •                                | •                                | •                                | •                                | •                                | •                                | •                                | 8    |
| Duplas mistas - estático       |                                  |                                  |                                  | •                                | •                                |                                  |                                  |                                  |                                  |                                  |                                  | 2    |
| Duplas mistas - dinâmico       |                                  |                                  |                                  | •                                | •                                |                                  |                                  |                                  |                                  |                                  |                                  | 2    |
| Ginástica aeróbica             |                                  |                                  |                                  |                                  |                                  |                                  |                                  |                                  |                                  |                                  |                                  |      |
| Individual masculino           |                                  |                                  |                                  |                                  | •                                | •                                | •                                | •                                | •                                |                                  |                                  | 5    |
| Individual feminino            |                                  |                                  |                                  |                                  | •                                | •                                | •                                | •                                | •                                |                                  |                                  | 5    |
| Duplas mistas                  |                                  |                                  |                                  |                                  | •                                | •                                | •                                | •                                | •                                | •                                | •                                | 7    |
| Trios                          |                                  |                                  |                                  |                                  | •                                | •                                | •                                | •                                | •                                | •                                | •                                | 7    |
| Grupos                         |                                  |                                  |                                  |                                  |                                  |                                  | •                                | •                                | •                                | •                                | •                                | 5    |
| Step                           |                                  |                                  |                                  |                                  |                                  |                                  |                                  |                                  | •                                | •                                | •                                | 3    |
| Dança                          |                                  |                                  |                                  |                                  |                                  |                                  |                                  |                                  | •                                | •                                | •                                | 3    |
| Ginástica de trampolim         |                                  |                                  |                                  |                                  |                                  |                                  |                                  |                                  |                                  |                                  |                                  |      |
| Individual masculino           | •                                | •                                | •                                | •                                | •                                |                                  |                                  |                                  |                                  |                                  |                                  | 5    |
| Individual feminino            | •                                | •                                | •                                | •                                | •                                |                                  |                                  |                                  |                                  |                                  |                                  | 5    |
| Mini individual masculino      | •                                |                                  |                                  |                                  |                                  |                                  |                                  |                                  |                                  |                                  |                                  | 1    |
| Mini individual feminino       | •                                |                                  |                                  |                                  |                                  |                                  |                                  |                                  |                                  |                                  |                                  | 1    |
| Sincronizado masculino         | •                                | •                                | •                                | •                                | •                                | •                                | •                                | •                                | •                                | •                                |                                  | 10   |
| Sincronizado feminino          | •                                | •                                | •                                | •                                | •                                | •                                | •                                | •                                | •                                | •                                |                                  | 10   |
| Duplo-mini trampolim masculino |                                  |                                  |                                  |                                  |                                  | •                                | •                                | •                                | •                                | •                                | •                                | 6    |
| Duplo-mini trampolim feminino  |                                  |                                  |                                  |                                  |                                  | •                                | •                                | •                                | •                                | •                                | •                                | 6    |
| Tumbling masculino             | •                                | •                                | •                                | •                                | •                                | •                                | •                                | •                                | •                                | •                                | •                                | 11   |
| Tumbling feminino              | •                                | •                                | •                                | •                                | •                                | •                                | •                                | •                                | •                                | •                                | •                                | 11   |

## Medalhistas

### Ginástica rítmica

#### Corda
| Jogos          | Ouro                     | Prata                | Bronze              |
| -------------- | ------------------------ | -------------------- | ------------------- |
| Akita 2001     | RUS Irina Tchachina      | RUS Laysan Utiasheva | BLR Elena Tkachenko |
| Duisburg 2005  | UKR Anna Bessonova       | RUS Vera Sessina     | UKR Natalia Godunko |
| Kaohsiung 2009 | RUS Ervilhagenia Kanaeva | UKR Anna Bessonova   | RUS Olga Kapranova  |

#### Arco
| Jogos           | Ouro                  | Prata                  | Bronze                    |
| --------------- | --------------------- | ---------------------- | ------------------------- |
| Akita 2001      | RUS Irina Tchachina   | RUS Laysan Utiasheva   | BLR Elena Tkachenko       |
| Kaohsiung 2009  | RUS Evgenia Kanaeva   | RUS Olga Kapranova     | BUL Sylvia Miteva         |
| Cáli 2013       | UKR Ganna Rizatdinova | BLR Melitina Staniouta | RUS Elizaveta Nazarenkova |
| Wroclaw 2017    | RUS Arina Averina     | RUS Dina Averina       | ISR Linoy Ashram          |
| Birmingham 2022 | BUL Boryana Kaleyn    | ITA Sofia Raffaeli     | HUN Fanni Pigniczki       |

#### Bola
| Jogos           | Ouro                   | Prata                 | Bronze                 |
| --------------- | ---------------------- | --------------------- | ---------------------- |
| Akita 2001      | RUS Irina Tchachina    | RUS Laysan Utiasheva  | BLR Elena Tkachenko    |
| Duisburg 2005   | RUS Olga Kapranova     | UKR Anna Bessonova    | RUS Vera Sessina       |
| Kaohsiung 2009  | RUS Evgenia Kanaeva    | UKR Anna Bessonova    | BLR Melitina Staniouta |
| Cáli 2013       | BLR Melitina Staniouta | UKR Ganna Rizatdinova | UKR Alina Maksymenko   |
| Wroclaw 2017    | RUS Arina Averina      | RUS Dina Averina      | BLR Katsiaryna Halkina |
| Birmingham 2022 | ISR Daria Atamanov     | ITA Sofia Raffaeli    | HUN Fanni Pigniczki    |

#### Maças
| Jogos           | Ouro                   | Prata                 | Bronze                  |
| --------------- | ---------------------- | --------------------- | ----------------------- |
| Akita 2001      | RUS Irina Tchachina    | RUS Laysan Utiasheva  | BLR Elena Tkachenko     |
| Duisburg 2005   | RUS Olga Kapranova     | KAZ Aliya Yussupova   | UKR Natalia Godunko     |
| Cáli 2013       | BLR Melitina Staniouta | UKR Ganna Rizatdinova | UKR Alina Maksymenko    |
| Wroclaw 2017    | RUS Dina Averina       | ISR Linoy Ashram      | RUS Arina Averina       |
| Birmingham 2022 | ITA Sofia Raffaeli     | ISR Daria Atamanov    | SLO Ekaterina Vedeneeva |

#### Fita
| Jogos           | Ouro                | Prata               | Bronze                    |
| --------------- | ------------------- | ------------------- | ------------------------- |
| Duisburg 2005   | RUS Vera Sessina    | UKR Natalia Godunko | UKR Anna Bessonova        |
| Kaohsiung 2009  | RUS Evgenia Kanaeva | UKR Anna Bessonova  | AZE Aliya Garayeva        |
| Cáli 2013       | Evento cancelado    | Evento cancelado    | Evento cancelado          |
| Wroclaw 2017    | RUS Arina Averina   | RUS Dina Averina    | BLR Katsiaryna Halkina    |
| Birmingham 2022 | ISR Daria Atamanov  | BUL Boryana Kaleyn  | UKR Viktoriia Onopriienko |

### Ginástica acrobática

#### Masculino

##### Duplas masculinas
| Jogos           | Ouro                                                                        | Prata                                            | Bronze                                               |
| --------------- | --------------------------------------------------------------------------- | ------------------------------------------------ | ---------------------------------------------------- |
| Haia 1993       | CHN China Chen Yun Chen Baohuang RUS Rússia Igor Striyanov Vladimir Lebedov | Nenhuma premiada                                 | BUL Bulgária Vladimir Vladev Rumen Latchkov          |
| Lahti 1997      | CHN China Song Min Li Renjie                                                | GBR Grã-Bretanha Martyn Smith Mark Flores        | POL Polônia Dariusz Nowak Marcin Drabicki            |
| Akita 2001      | CHN China Song Min Li Renjie                                                | RUS Rússia Aleksandr Privalov Ivan Poletayev     | BLR Bielorrússia Aleksey Liubezny Anatoliy Baravikov |
| Duisburg 2005   | RUS Rússia Ervin Mednikov Aleksey Mochechkin                                | UKR Ucrânia Mikola Cherbak Serhiy Popov          | GBR Grã-Bretanha Mark Fyson Chris Jones              |
| Kaohsiung 2009  | UKR Ucrânia Mikola Cherbak Serhiy Popov                                     | RUS Rússia Alexei Dudchenko Konstantin Pilipchuk | GBR Grã-Bretanha Douglas Fordyce Edward Upcott       |
| Cáli 2013       | RUS Rússia Konstantin Pilipchuk Alexei Dudchenko                            | GBR Grã-Bretanha Alex Houston Timothy Ritchard   | BLR Bielorrússia Ruslan Fedchenko Yauheni Kalachou   |
| Wroclaw 2017    | GER Alemanha Tim Sebastian Michael Kraft                                    | RUS Rússia Igor Mishev Nikolay Surpunov          | BEL Bélgica Kilian Goffaux Robin Casse               |
| Birmingham 2022 |                                                                             |                                                  |                                                      |

##### Duplas masculinas - estático
| Jogos      | Ouro                                       | Prata                                     | Bronze                                        |
| ---------- | ------------------------------------------ | ----------------------------------------- | --------------------------------------------- |
| Haia 1993  | RUS Rússia Igor Striyanov Vladimir Lebedov | CHN China Chen Yun Chen Baohuang          | BUL Bulgária Vladimir Vladev Rumen Latchkov   |
| Lahti 1997 | CHN China Song Min Li Renjie               | GBR Grã-Bretanha Martyn Smith Mark Flores | RUS Rússia Alexandrer Ilienko Pavel Bereshnoi |

##### Duplas masculinas - dinâmico
| Jogos      | Ouro                                                                   | Prata                                      | Bronze                                      |
| ---------- | ---------------------------------------------------------------------- | ------------------------------------------ | ------------------------------------------- |
| Haia 1993  | CHN China Chen Yun Chen Baohuang                                       | RUS Rússia Igor Striyanov Vladimir Lebedov | BUL Bulgária Vladimir Vladev Rumen Latchkov |
| Lahti 1997 | CHN China Song Min Li RenjieUKR Ucrânia Igor Kozhin Aleksandr Vologdin | Nenhuma premiada                           | GBR Grã-Bretanha Martyn Smith Mark Flores   |

##### Equipes masculinas
| Jogos           | Ouro                                                                                    | Prata                                                                            | Bronze                                                                            |
| --------------- | --------------------------------------------------------------------------------------- | -------------------------------------------------------------------------------- | --------------------------------------------------------------------------------- |
| Haia 1993       | BUL Bulgária Stefan Nikolov Theodor Georgiev Pavlin Nikolov Julian Vassilev             | CHN China Zhu Senchao Liu Ruinxin Lu Weiping Yao Yingen                          | FRA França René Montaudoin Thierry Maussier Hugo Chal de Beauvais Fabrice Berthet |
| Lahti 1997      | RUS Rússia Denys Pirogov Maksim Vlasov Aleksandr Maikrov Oleg Ivanov                    | UKR Ucrânia Andrey Safonov Yuriy Zaveryukha Sergiy Pavlov Dmitriy Bain           | CHN China Wu Weihuan Huang Linseng Chen Wuhua Jiang Jianfen                       |
| Akita 2001      | RUS Rússia Aleksey Shcherbakov Vadim Galkin Aleksey Ermichkin Dmitriy Bulkin            | CHN China Yan Song Liu Feng Liu Huifen Hu Xin                                    | POR Portugal Pedro Emidio João Oliveira Sergio Mateus Vitor Silva                 |
| Duisburg 2005   | UKR Ucrânia Vladyslav Glushchenko Oleksandr Bondarenko Andriy Bondarenko Andriy Perunov | GBR Grã-Bretanha Barrie Hindson Scott Patterson Stuart McKenzie David Scott      | RUS Rússia Sergey Shetinin Igor Zarudniy Aleksandr Chemodanov Artem Trifonov      |
| Kaohsiung 2009  | CHN China Sheng Fang Youliang Han Wangxin Xue Yu Chao Zhao                              | GBR Grã-Bretanha Adam Buckingham Adam McAssey Jonathan Stranks Alexander Uttley  | UKR Ucrânia Andriy Bilozor Denis Kriuchkov Andrii Lytvak Roman Urazbakiyev        |
| Cáli 2013       | CHN China Zhou Yi Tang Jian Wu Yeqiuyin Wang Lei                                        | RUS Rússia Maksim Chulkov Valentin Chetverkin Dmitry Bryzgalov Aleksandr Kurasov | UKR Ucrânia Oleksii Lesyk Viktor Iaremchuk Oleksandr Nelep Andriy Kozynko         |
| Wroclaw 2017    | GBR Grã-Bretanha Lewis Watts Adam Upcott Charlie Tate Conor Sawenko                     | CHN China Li Zheng Rui Liuming Zhang Teng Zhou Jaihuai                           | ISR Israel Lidar Dana Yannay Kalfa Efi Efraim Sach Daniel Uralevitch              |
| Birmingham 2022 |                                                                                         |                                                                                  |                                                                                   |

##### Equipes masculinas - estático
| Jogos      | Ouro                                                                        | Prata                                                                | Bronze                                                                            |
| ---------- | --------------------------------------------------------------------------- | -------------------------------------------------------------------- | --------------------------------------------------------------------------------- |
| Haia 1993  | BUL Bulgária Stefan Nikolov Theodor Georgiev Pavlin Nikolov Julian Vassilev | GER Alemanha Henry Krumb Michael Bhettel Manuel Messer David Mullman | FRA França René Montaudoin Thierry Maussier Hugo Chal de Beauvais Fabrice Berthet |
| Lahti 1997 | UKR Ucrânia Andrey Safonov Yuriy Zaveryukha Sergiy Pavlov Dmitriy Bain      | RUS Rússia Denys Pirogov Maksim Vlasov Aleksandr Maikrov Oleg Ivanov | CHN China Wu Weihuan Huang Linseng Chen Wuhua Jiang Jianfen                       |

##### Equipes masculinas - dinâmico
| Jogos      | Ouro                                                                        | Prata                                                                  | Bronze                                                                            |
| ---------- | --------------------------------------------------------------------------- | ---------------------------------------------------------------------- | --------------------------------------------------------------------------------- |
| Haia 1993  | BUL Bulgária Stefan Nikolov Theodor Georgiev Pavlin Nikolov Julian Vassilev | GER Alemanha Henry Krumb Michael Bhettel Manuel Messer David Mullman   | FRA França René Montaudoin Thierry Maussier Hugo Chal de Beauvais Fabrice Berthet |
| Lahti 1997 | CHN China Wu Weihuan Huang Linseng Chen Wuhua Jiang Jianfen                 | UKR Ucrânia Andrey Safonov Yuriy Zaveryukha Sergiy Pavlov Dmitriy Bain | RUS Rússia Denys Pirogov Maksim Vlasov Aleksandr Maikrov Oleg Ivanov              |

#### Feminino

##### Duplas femininas
| Jogos           | Ouro                                               | Prata                                                      | Bronze                                             |
| --------------- | -------------------------------------------------- | ---------------------------------------------------------- | -------------------------------------------------- |
| Haia 1993       | BUL Bulgária Gergana Deltcheva Miroslava Ivanova   | UKR Ucrânia Marina Redkovolosova Natalya Antipova          | POR Portugal Paula Aonfso Rita Alexandre           |
| Lahti 1997      | RUS Rússia Anna Mokhova Yuliya Lopatkina           | BLR Bielorrússia Yekaterina Raktcheyeva Oksana Feoktistova | BEL Bélgica Kaat Croubels Tine Dewaele             |
| Akita 2001      | RUS Rússia Anna Mokhova Yuliya Lopatkina           | BEL Bélgica Aline-Marie van den Weghe Elke van Malgedem    | GBR Grã-Bretanha Gemma Middleton Amy Clarke        |
| Duisburg 2005   | RUS Rússia Anna Melnikova Yanna Cholayeva          | GBR Grã-Bretanha Julie Cameron Yvonne Welsh                | POR Portugal Ines Valada Catia Messias             |
| Kaohsiung 2009  | BEL Bélgica Tastana de Vos Florence Henrist        | AZE Azerbaijão Ayla Ammadova Dilara Sultanova              | GBR Grã-Bretanha Mollie Grehan Maiken Thorne       |
| Cáli 2013       | GBR Grã-Bretanha Shanie Redd Thorne Danielle Jones | UKR Ucrânia Kateryna Sytnikova Anastasiya Melnychenko      | BLR Bielorrússia Sviatlana Mikhnevich Yana Yanusik |
| Wroclaw 2017    | RUS Rússia Daria Kalinina Daria Guryeva            | BEL Bélgica Noemie Lammertyn Lore Vanden Berghe            | UKR Ucrânia Veronika Habelok Iryna Nazimova        |
| Birmingham 2022 |                                                    |                                                            |                                                    |

##### Duplas femininas - estático
| Jogos      | Ouro                                                                                               | Prata                                             | Bronze                                   |
| ---------- | -------------------------------------------------------------------------------------------------- | ------------------------------------------------- | ---------------------------------------- |
| Haia 1993  | BUL Bulgária Gergana Deltcheva Miroslava Ivanova                                                   | UKR Ucrânia Marina Redkovolosova Natalya Antipova | POR Portugal Paula Afonso Rita Alexandre |
| Lahti 1997 | RUS Rússia Anna Mokhova Yuliya LopatkinaBLR Bielorrússia Yekaterina Raktcheyeva Oksana Feoktistova | Nenhuma premiada                                  | BEL Bélgica Kaat Croubels Tine Dewaele   |

##### Duplas femininas - dinâmico
| Jogos      | Ouro                                                                                              | Prata                             | Bronze                                                     |
| ---------- | ------------------------------------------------------------------------------------------------- | --------------------------------- | ---------------------------------------------------------- |
| Haia 1993  | BUL Bulgária Gergana Deltcheva Miroslava IvanovaUKR Ucrânia Marina Redkovolosova Natalya Antipova | Nenhuma premiada                  | BLR Bielorrússia Matina Lobanova Ina Drachuk               |
| Lahti 1997 | RUS Rússia Anna Mokhova Yuliya Lopatkina                                                          | CHN China Liao Xinxin Lao Peiling | BLR Bielorrússia Yekaterina Raktcheyeva Oksana Feoktistova |

##### Equipes femininas
| Jogos           | Ouro | Prata                                                              | Bronze                                                                |
| --------------- | --- | ------------------------------------------------------------------ | --------------------------------------------------------------------- |
| Haia 1993       | BUL Bulgária Marusia Ivanova Miglena Pankova Krasimira Petrova POL Polônia Agnieszka Mrozowicz Maezana Pawliszyn Joanna Chmielewska | Nenhuma premiada                                                   | CHN China Luo Tingtin Sun Xiaohong Zhao Li                            |
| Lahti 1997      | RUS Rússia Yelvira Zaliayeva Svetlana Kushu Yelena Avakeliyan                                                                       | UKR Ucrânia Yelena Moyseychea Nadezhda Surina Viktoriya Zherdeva   | CHN China Xu Yingxia Luo Xiajing Wang Ting                            |
| Akita 2001      | RUS Rússia Svetlana Kushu Yelena Avakeliyan Yekaterina Lysenko                                                                      | CHN China Huang Cuiling Feng Jiepeng Li Caidan                     | BLR Bielorrússia Katsiaryna Katsuba Zinaida Sazonova Viktoriya Arabey |
| Duisburg 2005   | RUS Rússia Tatyana Alekseyeva Yelena Moiseyeva Yelena Kirilova                                                                      | BLR Bielorrússia Galina Starevich Mariya Girut Tatyana Motuz       | KAZ Cazaquistão Gaukhar Ahmetova Aleksandra Yenina Aigul Dukenbayeva  |
| Kaohsiung 2009  | UKR Ucrânia Kateryna Kalíta Yuliya Odintsova Natalia Vinnik                                                                         | GBR Grã-Bretanha Rebecca Richardson Candice Slater Beth Young      | RUS Rússia Ekaterina Loginova Aygul Shaykhudinova Ekaterina Stroynova |
| Cáli 2013       | RUS Rússia Ekaterina Stroynova Aygul Shaykhudinova Ekaterina Loginova                                                               | GBR Grã-Bretanha Georgia Lancaster Millie Spalding Elise Matthews  | BLR Bielorrússia Yuliya Khrypach Hanna Kobyzeva Julia Kovalenko       |
| Wroclaw 2017    | RUS Rússia Daria Chebulanka Polina Plastinina Kseniia Zagoskina                                                                     | BLR Bielorrússia Julia Ivonchyk Veronika Nabokina Karina Sandovich | GBR Grã-Bretanha Emily Hancock Isabel Haigh Ilisha Boardman           |
| Birmingham 2022 | |                                                                    |                                                                       |

##### Equipes femininas - estático
| Jogos      | Ouro | Prata            | Bronze                                                          |
| ---------- | --- | ---------------- | --------------------------------------------------------------- |
| Haia 1993  | BUL Bulgária Marusia Ivanova Miglena Pankova Krasimira PetrovaPOL Polônia Agnieszka Mrozowicz Maezana Pawliszyn Joanna Chmielewska | Nenhuma premiada | BLR Bielorrússia Tatjana Butova Svetlana Moshnina Elena Kirpota |
| Lahti 1997 | RUS Rússia Yelvira Zaliayeva Svetlana Kushu Yelena AvakeliyanUKR Ucrânia Yelena Moyseychea Nadezhda Surina Viktoriya Zherdeva      | Nenhuma premiada | CHN China Xu Yingxia Luo Xiajing Wang Ting                      |

##### Equipes femininas - dinâmico
| Jogos      | Ouro | Prata                                                            | Bronze                                                      |
| ---------- | --- | ---------------------------------------------------------------- | ----------------------------------------------------------- |
| Haia 1993  | BUL Bulgária Marusia Ivanova Miglena Pankova Krasimira PetrovaPOL Polônia Agnieszka Mrozowicz Maezana Pawliszyn Joanna Chmielewska | Nenhuma premiada                                                 | BEL Bélgica Patricia Voet Sofie de Mey Sally van Renterghem |
| Lahti 1997 | RUS Rússia Yelvira Zaliayeva Svetlana Kushu Yelena Avakeliyan                                                                      | UKR Ucrânia Yelena Moyseychea Nadezhda Surina Viktoriya Zherdeva | CHN China Xu Yingxia Luo Xiajing Wang Ting                  |

#### Misto

##### Duplas mistas
| Jogos           | Ouro                                               | Prata                                                                       | Bronze                                            |
| --------------- | -------------------------------------------------- | --------------------------------------------------------------------------- | ------------------------------------------------- |
| Haia 1993       | CHN China He Weiguan Ting Yan                      | UKR Ucrânia Olesya Oleynik Stanislav Kosakovskiy                            | BUL Bulgária Borislava Stankova Ivailo Katzov     |
| Lahti 1997      | RUS Rússia Sofiya Galiyulina Dmitriy Kukva         | CHN China Lu Xiaojun Lu Yijie                                               | POL Polônia Ewelina Fijolek Andrzej Sokołowski    |
| Akita 2001      | RUS Rússia Polina Lymareva Andrey Yakovlev         | USA Estados Unidos Shenea Lynne Booth Carlos Amaro                          | GBR Grã-Bretanha Lisa Hobby Patrick Bonner        |
| Duisburg 2005   | RUS Rússia Anna Katchalova Revaz Gurgenidze        | BEL Bélgica Tiffany Cuyt Yves van der Donckt                                | UKR Ucrânia Marina Chevchuk Sergiy Pelepets       |
| Kaohsiung 2009  | USA Estados Unidos Kristin Allen Michael Rodrigues | BEL Bélgica Julie van Gelder Menno Vanderghote                              | GBR Grã-Bretanha Katie Axten Nicholas Illingworth |
| Cáli 2013       | GBR Grã-Bretanha Dominic Smith Alice Upcott        | POR Portugal Gonçalo Pereira Rocha Roque Leonor S. da Costa Bruges de Oliva | BEL Bélgica Nicolas Vleeshouwers Laure de Pryck   |
| Wroclaw 2017    | RUS Rússia Marina Chernova Georgy Pataraya         | BLR Bielorrússia Volha Melnik Artur Beliakou                                | GBR Grã-Bretanha Katherine Williams Lewis Walker  |
| Birmingham 2022 |                                                    |                                                                             |                                                   |

##### Duplas mistas - estático
| Jogos      | Ouro                                       | Prata                                          | Bronze                                        |
| ---------- | ------------------------------------------ | ---------------------------------------------- | --------------------------------------------- |
| Haia 1993  | CHN China He Weiguan Ting Yan              | RUS Rússia Eduard Perelygin Oksana Perelygina  | BUL Bulgária Borislava Stankova Ivailo Katzov |
| Lahti 1997 | RUS Rússia Sofiya Galiyulina Dmitriy Kukva | POL Polônia Ewelina Fijolek Andrzej Sokołowski | GBR Grã-Bretanha Louise Grimes Glen Warton    |

##### Duplas mistas - dinâmico
| Jogos      | Ouro                                       | Prata                                          | Bronze                                           |
| ---------- | ------------------------------------------ | ---------------------------------------------- | ------------------------------------------------ |
| Haia 1993  | CHN China He Weiguan Ting Yan              | LTU Lituânia Jana Plotnikova Sergei Eremkin    | UKR Ucrânia Olesya Oleynik Stanislav Kosakovskiy |
| Lahti 1997 | RUS Rússia Sofiya Galiyulina Dmitriy Kukva | POL Polônia Ewelina Fijolek Andrzej Sokołowski | BEL Bélgica Eline Vancasteren Hans Lismonde      |

### Ginástica aeróbica

#### Masculino
| Jogos          | Ouro                 | Prata                | Bronze                     |
| -------------- | -------------------- | -------------------- | -------------------------- |
| Lahti 1997     | ITA Vito Iaia        | FRA Adrien Galo      | RUS Sergey Konstantinov    |
| Akita 2001     | ESP Jonatan Cañada   | KOR Park Kwang-Soo   | FRA Grégory Alcan          |
| Duisburg 2005  | POL Jozef Wadecki    | BLR Andrey Kabishev  | RUS Aleksandr Skorodumov   |
| Kaohsiung 2009 | ESP Ivan Parejo      | FRA Morgan Jacquemin | RUS Alexander Kondratichev |
| Cáli 2013      | FRA Benjamin Garavel | ESP Vicente Lli      | KOR Ryu Ju-Sun             |

#### Feminino
| Jogos          | Ouro                | Prata                   | Bronze                 |
| -------------- | ------------------- | ----------------------- | ---------------------- |
| Lahti 1997     | AUS Juanita Little  | RUS Olga Rumyantseva    | SVK Barbara Vadovicová |
| Akita 2001     | ROU Izabela Lacatus | BUL Ludmila Kovatscheva | ITA Giovanna Lecis     |
| Duisburg 2005  | ESP Elmira Dassaeva | ITA Giovanna Lecis      | ROU Izabela Lacatus    |
| Kaohsiung 2009 | POR Inês Matos      | NZL Angella McMillan    | CHN Huang Jinxuan      |
| Cáli 2013      | ROU Oana Constantin | ESP Sara Moreno         | AUT Lubov Gazov        |

#### Misto

##### Duplas
| Jogos           | Ouro | Prata                                            | Bronze                                                 |
| --------------- | --- | ------------------------------------------------ | ------------------------------------------------------ |
| Lahti 1997      | RUS Rússia Tatyana Solovyova Vladislav Oksner | BUL Bulgária Konstantza Popova Kalojan Kalojanov | GBR Grã-Bretanha Helen Carpenter-Waters Alastair Rates |
| Akita 2001      | RUS Rússia Tatyana Solovyova Vladislav Oksner | FRA França Rachel Muller Stéphane Brecard        | BUL Bulgária Galina Lazarova Marian Kolev              |
| Duisburg 2005   | ESP Espanha Alba de las Heras Jonatan Cañada | ROU Romênia Izabela Lacatus Remus Nicolai        | ITA Itália Giovanna Lecis Wilkie Satti                 |
| Kaohsiung 2009  | FRA França Aurelie Jolie Julien Chaninet | ESP Espanha Sara Moreno Vicente Lli              | CHN China Huang Jinxuan He Shijian                     |
| Cáli 2013       | ROU Romênia Bianca Becze Marius PetruseFRA França Aurelie Joly Benjamin GaravelVIE Vietnã Vu Ba Dong Tran Thi Thu HaESP Espanha Sara Moreno Vicente Lli | Nenhuma premiada                                 | Nenhuma premiada                                       |
| Wroclaw 2017    | ESP Espanha Sara Moreno Vicente LLi | HUN Hungria Dora Hegyi Daniel Bali               | ROU Romênia Andreea Bogati Dacian Barna                |
| Birmingham 2022 | |                                                  |                                                        |

##### Trios
| Jogos           | Ouro                                                                   | Prata                                                         | Bronze                                                             |
| --------------- | ---------------------------------------------------------------------- | ------------------------------------------------------------- | ------------------------------------------------------------------ |
| Lahti 1997      | HUN Hungria Attila Katus Tamas Katus Romeo Szentgyörgyi                | RUS Rússia Denys Belikov Stanislav Marchenkov Vadim Michaylov | FRA França Grégory Alcan Xavier Julien Olivier Salvan              |
| Akita 2001      | FRA França Grégory Alcan Xavier Julien Olivier Salvan                  | ROU Romênia Remus Nicolai Claudiu Varlam Claudiu Moldovan     | BUL Bulgária Ludmila Kovatcheva Galina Lazarova Krassimira Dotzeva |
| Duisburg 2005   | ROU Romênia Raluca Babaligea Madalina Cioveie Cristina Nedelcu         | FRA França Grégory Alcan Christelle Alcan Xavier Julien       | RUS Rússia Lyubov Bogdanova Danila Shokhin Pavel Grishin           |
| Kaohsiung 2009  | ROU Romênia Mircea Brinzea Tudorel-Valentin Mavrodineanu Mircea Zamfir | CHN China Tao Le Che Lei Zhang Peng                           | FRA França Benjamin Garável Nicolas Garável Morgan Jacquemin       |
| Cáli 2013       | CHN China Wang Zizhuo Che Lei Han Mingzhe                              | ROU Romênia Anca Surdu Oana Corina Constantin Andrea Bogati   | RUS Rússia Alexander Kondratichev Denis Soloviev Dukhik Dzhanazyan |
| Wroclaw 2017    | JPN Japão Kitazume Riri Kanai Takumi Saito Mizuki                      | CHN China Pan Lixi Li Lingxiao Ma Dong                        | FRA França Florian Bugalho Maxime Decker Tom Jourdan               |
| Birmingham 2022 |                                                                        |                                                               |                                                                    |

##### Grupos
| Jogos           | Ouro      | Prata       | Bronze      |
| --------------- | --------- | ----------- | ----------- |
| Duisburg 2005   | CHN China | ROU Romênia | FRA França  |
| Kaohsiung 2009  | CHN China | ROU Romênia | RUS Rússia  |
| Cáli 2013       | CHN China | ROU Romênia | FRA França  |
| Wroclaw 2017    | CHN China | ROU Romênia | HUN Hungria |
| Birmingham 2022 |           |             |             |

##### Step
| Jogos           | Ouro       | Prata      | Bronze      |
| --------------- | ---------- | ---------- | ----------- |
| Cáli 2013       | CHN China  | RUS Rússia | FRA França  |
| Wroclaw 2017    | RUS Rússia | CHN China  | HUN Hungria |
| Birmingham 2022 |            |            |             |

##### Dança
| Jogos           | Ouro              | Prata       | Bronze      |
| --------------- | ----------------- | ----------- | ----------- |
| Cáli 2013       | CHN China         | ROU Romênia | RUS Rússia  |
| Wroclaw 2017    | KOR Coreia do Sul | RUS Rússia  | HUN Hungria |
| Birmingham 2022 |                   |             |             |

### Ginástica de trampolim

#### Individual
A partir dos Jogos Olímpicos de 2000 esta competição passou a fazer parte do programa olímpico.

##### Masculino
| Jogos            | Ouro                   | Prata                 | Bronze                    |
| ---------------- | ---------------------- | --------------------- | ------------------------- |
| Santa Clara 1981 | CAN Guilherme Henrique | USA Steve Elliot      | USA Rand Wilson           |
| Londres 1985     | FRA Lionel Pioline     | GBR Nigel Rendell     | ESP José Vives            |
| Karlsruhe 1989   | GBR Richard Cobbing    | FRA Fabrice Schwertz  | FRG Amadeus Regenbrecht   |
| Haia 1993        | FRA Fabrice Schwertz   | UKR Sergey Buchovchev | SWE Martin von Stedingk   |
| Lahti 1997       | BLR Nikolay Kazak      | FRA Emmanuel Durand   | RUS Aleksandr Danilchenko |

##### Feminino
| Jogos            | Ouro                  | Prata             | Bronze               |
| ---------------- | --------------------- | ----------------- | -------------------- |
| Santa Clara 1981 | USA Bethany Fairchild | USA Barbara Letho | CAN Christine Tough  |
| Londres 1985     | GBR Andrea Holmes     | GBR Susan Shotton | AUS Elizabeth Jansen |
| Karlsruhe 1989   | GBR Andrea Holmes     | FRG Hiltrud Röwe  | FRG Sandra Siwinna   |
| Haia 1993        | GBR Susan Challis     | GBR Andrea Holmes | FRA Natalie Treil    |
| Lahti 1997       | UZB Yelena Savaleva   | UKR Olena Movchan | GEO Anna Dogonadze   |

#### Mini individual

##### Masculino
| Jogos            | Ouro            | Prata          | Bronze         |
| ---------------- | --------------- | -------------- | -------------- |
| Santa Clara 1981 | CAN Brett Brown | USA Carl Heger | CAN Tim Cleave |

##### Feminino
| Jogos            | Ouro                | Prata                 | Bronze          |
| ---------------- | ------------------- | --------------------- | --------------- |
| Santa Clara 1981 | CAN Christine Tough | USA Bethany Fairchild | USA Norma Letho |

#### Sincronizado

##### Masculino
| Jogos            | Ouro                                                    | Prata                                               | Bronze                                              |
| ---------------- | ------------------------------------------------------- | --------------------------------------------------- | --------------------------------------------------- |
| Santa Clara 1981 | USA Estados Unidos Carl Heger Steve Elliot              | USA Estados Unidos Paul Rugheimer Carlos Villarreal | CAN Canadá Brett Brown Alan Gouthier                |
| Londres 1985     | FRG Alemanha Ocidental Amadeus Regenbrecht Michael Kuhn | ESP Espanha Cruz Blanco José Vives                  | GBR Grã-Bretanha Richard Cobbing Tony Furlong       |
| Karlsruhe 1989   | FRG Alemanha Ocidental Michael Kuhn Ralf Pelle          | DEN Dinamarca Anders Christiansen John Hansen       | AUS Austrália Michael Johnston Adrian Wareham       |
| Haia 1993        | GER Alemanha Christian Kemmer Martin Kubicka            | SWE Suécia Martin von Stedingk Lars von Stedingk    | DEN Dinamarca Mads Ledstrup Anders Christiansen     |
| Lahti 1997       | BLR Bielorrússia Nikolay Kazak Vladimir Kakorko         | GER Alemanha Michael Serth Martin Kubicka           | AUS Austrália Adrian Wareham Ji Wallace             |
| Akita 2001       | RUS Rússia Aleksandr Moskalenko German Khnychev         | BLR Bielorrússia Nikolay Kazak Vladimir Kakorko     | JPN Japão Takayuki Kawanishi Daisuke Nakata         |
| Duisburg 2005    | GER Alemanha Michael Serth Henrik Stehlik               | RUS Rússia Aleksandr Rusakov Aleksandr Leven        | BLR Bielorrússia Nikolay Kazak Vladimir Kakorka     |
| Kaohsiung 2009   | JPN Japão Ito Masaki Shunsuke Nagasaki                  | FRA França Sebastien Martiny Gregoire Pennes        | GER Alemanha Martin Gromowski Dennis Luxon-Pitkamin |
| Cáli 2013        | CHN China Dong Dong Tu Xiao                             | RUS Rússia Nikita Fedorenko Dmitry Ushakov          | DEN Dinamarca Peter Jensen Christian Andersen       |
| Wroclaw 2017     | CHN China Dong Dong Tu Xiao                             | UKR Ucrânia Mykola Prostorov Dmytro Byedyevkin      | JPN Japão Takato Nakazono Yamato Ishikawa           |

##### Feminino
| Jogos            | Ouro                                                                             | Prata                                                    | Bronze                                                  |
| ---------------- | -------------------------------------------------------------------------------- | -------------------------------------------------------- | ------------------------------------------------------- |
| Santa Clara 1981 | USA Estados Unidos Norman Letho Barbara Letho                                    | USA Estados Unidos Bethany Fairchild Mary Borkowski      | Nenhuma premiada                                        |
| Londres 1985     | GBR Grã-Bretanha Perry Thomas Andrea Holmes                                      | FRG Alemanha Ocidental Gabi Bahr Beate Kruswicki         | NED Países Baixos Jacqueline de Ruiter Marjo van Diemen |
| Karlsruhe 1989   | GBR Grã-Bretanha Andrea Holmes Sascha Halford                                    | AUS Austrália Lisa Newman-Morris Elisabeth Jansen        | FRG Alemanha Ocidental Hiltrud Röwe Gabi Bahr           |
| Haia 1993        | GBR Grã-Bretanha Susan Challis Andrea Holmes                                     | GER Alemanha Sandra Beck Hiltrud Röwe                    | AUS Austrália Sally Ann Proposch Jacky Cully            |
| Lahti 1997       | UKR Ucrânia Oksana Tsiguleva Olena Movchan                                       | UZB Uzbequistão Yelena Savaleva Yekaterina Khilko        | BLR Bielorrússia Galina Lebedeva Natalya Karpenkova     |
| Akita 2001       | UKR Ucrânia Oksana Tsiguleva Olena Movchan                                       | GBR Grã-Bretanha Kirstin Lawton Claire Wright            | RUS Rússia Irina Karavayeva Natalya Chernova            |
| Duisburg 2005    | GER Alemanha Anna Dogonadze Jessica Simon                                        | RUS Rússia Irina Karavayeva Natalya Kolesnikova          | JPN Japão Hiromi Hammoto Yoko Seto                      |
| Kaohsiung 2009   | CHN China Qingwen Gu Yiqi Jiang UKR Ucrânia Iuliia Domchevska Olena Movchan      | Nenhuma premiada                                         | GER Alemanha Carina Baumgartner Jessica Simon           |
| Cáli 2013        | Reino Unido · Amanda Parker · Katherine Driscoll China · Zhong Xingping · Li Dan | Nenhuma premiada                                         | Ucrânia · Maryna Kyiko · Nataliia Moskvina              |
| Wroclaw 2017     | Ucrânia · Svitlana Malkova · Nataliia Moskvina                                   | Azerbaijão · Sviatlana Makshtarova · Veronika Zemlianaia | Países Baixos · Tara Fokke · Carljin Blekkink           |

#### Duplo-mini individual

##### Masculino
| Jogos           | Ouro                | Prata                  | Bronze             |
| --------------- | ------------------- | ---------------------- | ------------------ |
| Akita 2001      | BUL Radostin Rachev | POR Diogo Manuel Faria | GER Uwe Marquardt  |
| Duisburg 2005   | BUL Radostin Rachev | CAN Denis Vachon       | GER Nico Gärtner   |
| Kaohsiung 2009  | RUS Kiril Ivanov    | POR Nuno Lico          | GER Nico Gärtner   |
| Cáli 2013       | BRA Bruno Martini   | RUS Mikhail Zalomin    | POR Andre Lico     |
| Wroclaw 2017    | RUS Mikhail Zalomin | USA Alexander Renkert  | POR Diogo Carvalho |
| Birmingham 2022 |                     |                        |                    |

##### Feminino
| Jogos           | Ouro                   | Prata               | Bronze              |
| --------------- | ---------------------- | ------------------- | ------------------- |
| Akita 2001      | BUL Teodora Sinilkova  | AUS Jacinta Harford | BEL Lise Despriet   |
| Duisburg 2005   | CAN Sarah Charles      | POR Nicole Pacheco  | USA Shelley Klochan |
| Kaohsiung 2009  | RUS Victoria Voronina  | USA Sarah Prosen    | USA Aubree Balkan   |
| Cáli 2013       | RUS Svetlana Balandina | CAN Corissa Boychuk | POR Silvia Saiote   |
| Wroclaw 2017    | USA Paige Howard       | CAN Tamara O'Brien  | SWE Lina Sjoeberg   |
| Birmingham 2022 |                        |                     |                     |

### Tumbling

#### Masculino
| Jogos            | Ouro                              | Prata               | Bronze                    |
| ---------------- | --------------------------------- | ------------------- | ------------------------- |
| Santa Clara 1981 | USA Steve Elliot                  | USA Randy Wickstrom | USA Steve Cooper          |
| Londres 1985     | USA Steve Elliot                  | USA Chad Fox        | FRA Didier Sammola        |
| Karlsruhe 1989   | USA John Beck                     | FRA Pascal Eouzan   | FRA Christophe Lambert    |
| Haia 1993        | USA John Beck                     | USA Rayshine Harris | RUS Aleksey Kryzhanovskiy |
| Lahti 1997       | RUS Vladimir Ignatenkov           | USA Rayshine Harris | RSA Tseko Mogotsi         |
| Akita 2001       | RUS Levon Petrosiyan              | RSA Tseko Mogotsi   | GBR Robert Small          |
| Duisburg 2005    | POL Jozef Wadecki                 | BLR Andrey Kabishev | RUS Aleksandr Skorodumov  |
| Kaohsiung 2009   | RUS Andrey Krylov                 | GBR Michael Barnes  | UKR Viktor Kyforenko      |
| Cáli 2013        | CHN Zhang LuoUKR Viktor Kyforenko | Nenhum premiado     | GBR Kristof Willerton     |
| Wroclaw 2017     | CHN Zhang Luo                     | USA Austin Nacey    | RUS Maxim Shlyakin        |
| Birmingham 2022  |                                   |                     |                           |

#### Feminino
| Jogos            | Ouro                   | Prata                    | Bronze                   |
| ---------------- | ---------------------- | ------------------------ | ------------------------ |
| Santa Clara 1981 | USA Angie Whiting      | USA Kristi Laman         | USA Stacey Hansen        |
| Londres 1985     | FRA Isabelle Jagueux   | USA Megan Cunningham     | CAN Maria Constantinitis |
| Karlsruhe 1989   | FRA Chrystel Robert    | USA Michelle Mara        | USA Melanie Bugg         |
| Haia 1993        | FRA Chrystel Robert    | BLR Tatyana Morosova     | USA Michelle Mara        |
| Lahti 1997       | BLR Olena Chabanenko   | FRA Chrystel Robert      | RUS Natalya Borisenko    |
| Akita 2001       | RUS Yelena Bluyina     | GBR Kathryn Peberdy      | BLR Anna Terenya         |
| Duisburg 2005    | UKR Olena Chabanenko   | RUS Anna Korobeynikova   | USA Yuliya Hall          |
| Kaohsiung 2009   | RUS Anna Korobeynikova | RUS Anzhelika Soldatkina | CAN Emily Smith          |
| Cáli 2013        | CHN Jia Fangfang       | GBR Rachael Letsche      | CAN Emily Smith          |
| Wroclaw 2017     | CHN Jia Fangfang       | RUS Anna Korobeynikova   | GBR Lucie Colebeck       |
| Birmingham 2022  |                        |                          |                          |